# Аджилоре, Олувафеми
Эбенезер Олувафеми Аджилоре (англ. Ebenezer Oluwafemi Ajilore; 18 января 1985, Лагос, Нигерия) — нигерийский футболист, игравший на позиции полузащитника.

## Биография

### Клубная карьера
Занимался футболом в связанных с «Мидтьюлланном» командах — нигерийском «Эбедее» (партнёр «Мидтьюлланна») и датском «Икасте» (фарм-клуб «Мидтьюлланна»). С 2004 года играл в основном составе. 19 июля 2007 года впервые сыграл в Кубке УЕФА. Провёл за «Мидтьюлланн» 98 матчей во всех турнирах. В мае 2008 перешёл в «Гронинген» за 3,3 млн евро, подписав контракт на 5 лет. Первый матч за «Гронинген» сыграл 14 сентября 2008 года против «Утрехта» (эта игра также стала первой в «Гронингене» для Андерссона, а Гранквист забил свой первый гол за эту команду). В следующем матче (против «Хераклеса») был удалён с поля уже на 2-й минуте. В августе 2011 года был отдан в аренду в датский «Брондбю». После чего вернулся в «Гронинген».

### Карьера в сборной
В составе сборной Нигерии участвовал в Олимпийских играх 2008 в Пекине. Сыграл во всех шести матчах своей команды, причём в каждом из них выходил в стартовом составе. В первой сборной дебютировал 20 ноября 2008 года в товарищеской игре с командой Колумбии, выйдя на замену вместо Нванкво Кану на 69-й минуте. 29 марта 2009 года вышел на замену в отборочном матче Чемпионата мира 2010 против Мозамбика.

## Достижения
- Серебряный призёр Олимпийских игр 2008
- Второй призёр чемпионата Дании (дважды): 2006/07, 2007/08